# Cuisy-en-Almont
 Cuisy-en-Almont  là một xã ở tỉnh Aisne, vùng Hauts-de-France thuộc miền bắc nước Pháp.